# Babez for Breakfast
Babez for Breakfast je v pořadí už 5. album od finské skupiny Lordi, které bylo vydáno 15. 9. 2010. Toto album je první, které Lordi nenahráli v jejich rodném Finsku, ale v Nashvillu, USA. Producentem byl Michael Waganer, který v minulosti dělal producenta Alice Cooper, Accept, Metallica... I to je přelomová událost, protože zatím u každého cd byl producentem Fin. Na albu je taky nezvykle příliš mluveného slova. Díky tomu na albu účinkuje i Mark Slaughter (Granny’s Gone Crazy). Další hvězda na albu je Bruce Kulick (Call of the Wedding). Mr. Lordi v jednom rozhovoru řekl, že album Babez for Breakfast může být jejich dosavadní nejlepší. Zároveň připustil, že téma a smysl alba je z dosavadních alb nejmíň vážné a hodně písní je humorně pojaté.
I když celé album nahrál Kita a je i zařazen jako interpret, nehrál ani na jednom z koncertů z Europe for Breakfast tour, které Lordi odehrají k příležitosti vydání tohoto alba. Kita odešel chvíli po vydání albu a posléze byl nahrazen novým bubeníkem Otusem. Roku 2010 přijeli Lordi opět i do České republiky. Koncerty odehráli 18. a 19. listopadu v Praze a Ostravě.

## Interpreti
1. Mr. Lordi - Zpěv
2. Amen - Elektrická kytara
3. OX - Basová kytara
4. Awa - Klávesy
5. Kita - Bicí

## Tracklist
1. SCG V: It's a Boy! - 01:21
2. Babez for Breakfast - 03:30
3. This is Heavy Metal - 03:01
4. Rock Police - 03: 58
5. Discoevil - 03:49
6. Call off the Wedding - 03:31
7. I am Bigger Than You - 03:04
8. Zombierawkmachine - 03:42
9. Midnite Lover - 03:21
10. Give Your Life for Rock and Roll - 03:54
11. Nonstop Nite - 03:56
12. Amen's Lament To Ra - 00:32
13. Loud and Loaded - 03:15
14. Granny's Gone Crazy - 03: 56
15. Devil's Lullaby - 03:43